# Vidova gora
Vidova gora este o arie protejată (sit de importanță comunitară — SCI) din Croația întinsă pe o suprafață de 1.852,82 ha, integral pe uscat.

## Localizare
Centrul sitului Vidova gora este situat la coordonatele 43°17′32″N 16°36′36″E / 43.292095°N 16.609865°E.

## Înființare
Situl Vidova gora a fost declarat sit de importanță comunitară în iulie 2013 pentru a proteja 3 specii de animale.

## Biodiversitate
Situată în ecoregiunea mediteraneană, aria protejată conține 5 habitate naturale: Păduri de Quercus ilex și Quercus rotundifolia, Pseudostepă cu ierburi și specii anuale de Thero-Brachypodietea, Pajiști uscate din regiunea submediteraneeană estică (Scorzoneratalia villosae), Pante stâncoase calcaroase cu vegetație casmofită, Păduri de pin (sub-) mediteraneene cu pini negri endemici.
La baza desemnării sitului se află mai multe specii protejate de  mamifere (3): liliac cărămiziu (Myotis emarginatus), liliacul cu potcoavă a lui blasius (Rhinolophus blasii), liliacul mare cu potcoavă (Rhinolophus ferrumequinum).